# Lisa Marie Presley
Lisa Marie Presley (Memphis, Tennessee, 1 de febrero de 1968-Calabasas, California, 12 de enero de 2023)fue una cantante estadounidense, que también destacó como actriz y compositora, especialmente conocida por ser la única hija de Elvis Presley y Priscilla Presley por lo que solía ser apodada con el apodo honorífico de «princesa del rock and roll».

## Biografía y carrera

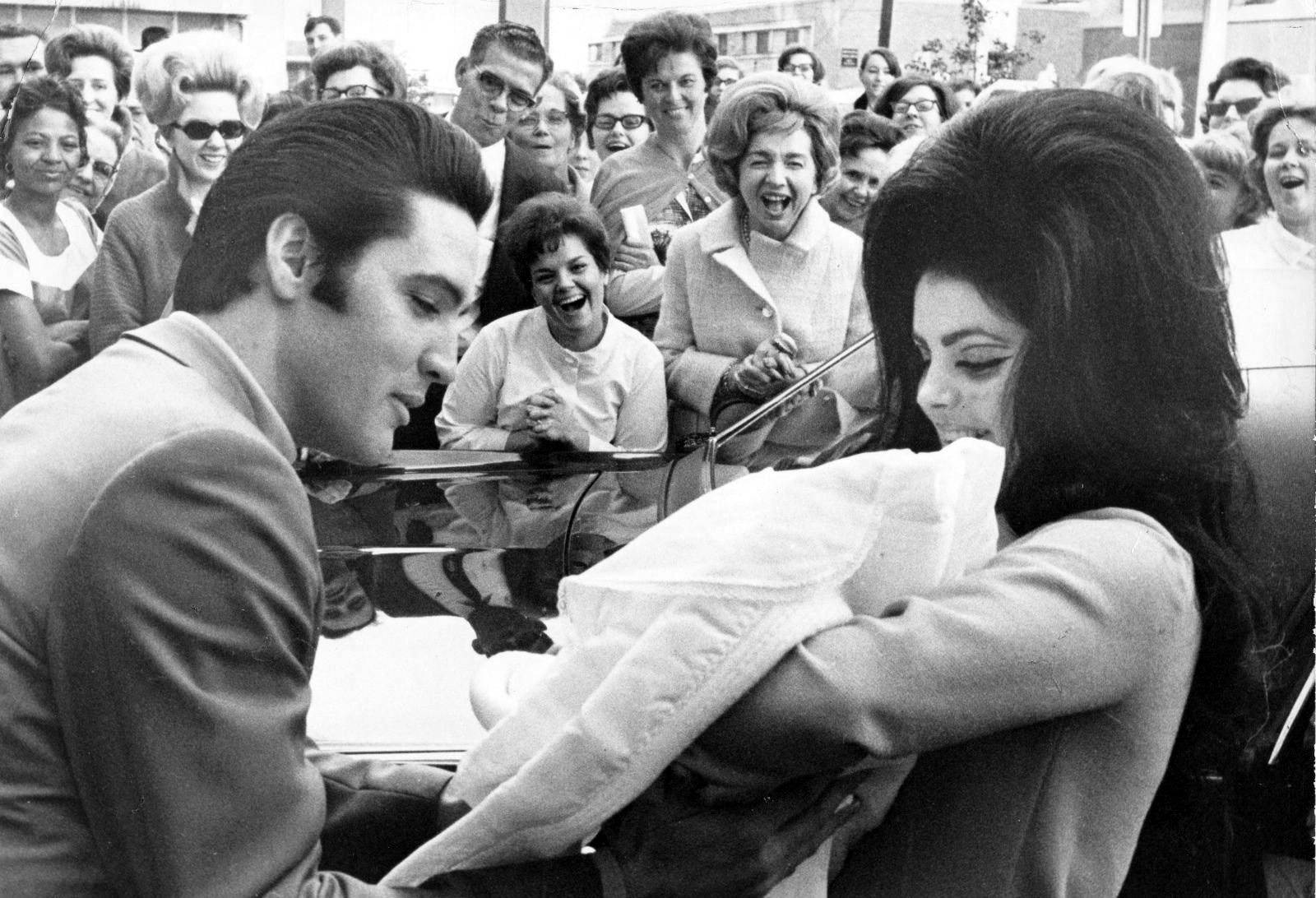
Elvis y Priscilla Presley con la recién nacida Lisa Marie, febrero de 1968.

Lisa Marie Presley fue hija de Elvis y Priscilla Presley. Nació en el Memorial Hospital Bautista en Memphis, Tennessee, exactamente nueve meses después de la boda de sus padres celebrada el 1 de mayo de 1967. Después de que sus padres se divorciaran, vivió con su madre y con su medio hermano materno Navarone Garibaldi.
Lisa Marie incursionó en la música con el apoyo de Linda Thompson, amiga cercana y exnovia de su padre. En 2003, después de anunciar que estaba trabajando en un proyecto discográfico con Thompson y su esposo en aquel entonces, David Foster, se lanzó mundialmente como cantante. Quizás el primer aviso de que lo haría —a pesar de que siempre dijo querer dedicarse a la música—, fue cuando grabó un dúo con Elvis, «Don’t Cry Daddy», en 1997, que, aunque nunca salió a la venta, fue del agrado del público.
En 2003, lanzó su primer álbum, To Whom it May Concern, alcanzando el quinto puesto la lista de éxitos Billboard en Estados Unidos. El trabajo recibió varios Discos de Oro y para promocionarlo, realizó una serie de conciertos, uno en el Reino Unido, otro en Australia, y una rueda de prensa en Japón, algo que Elvis nunca hizo. Posteriormente publicó su segundo disco, Now What, en 2005, el cual alcanzó el noveno puesto de ventas en las listas Billboard. Now What salió a la venta con la etiqueta de Parental Advisory por «sus letras explícitas». Este álbum tiene dos versiones, uno de "Dirty Laundry" de Don Henley y "Here today, Gone tomorrow" de The Ramones.
Ambos álbumes recibieron múltiple Disco de Platino. El 16 de agosto de 2007, cuando se cumplían treinta años de la muerte de Elvis, lanzó un sencillo: «In The Ghetto», en el cual interpreta a dúo con su padre. Elvis Presley grabó el tema originalmente en 1969. El video fue lanzado el mismo día del sencillo, alcanzando el número uno de ventas de iTunes en tan solo una semana.
En 2012, sacó al mercado su tercer álbum "Storm & Grace", del cual se desprendieron los sencillos "You ain't seen nothing yet" y "Over me".
También grabó la canción "People" para la banda sonora de The Walking Dead.

## Vida personal
Se casó con Danny Keough el 3 de octubre de 1988, en Marruecos. Tuvieron dos hijos, Riley Keough, nacida el 29 de mayo de 1989, y Benjamin Storm Keough, nacido el 21 de octubre de 1992 y que se suicidó de un disparo el 12 de julio de 2020. Se divorciaron en 1994 tras alegar diferencias irreconciliables. Lisa llamó a Danny «su mejor amigo", teniendo una muy buena relación, quien fue también parte de su banda, hasta el momento de la muerte de Lisa.
Contrajo después matrimonio con Michael Jackson el 26 de mayo de 1994, en La Vega, República Dominicana. El rey del pop y la hija del rey del rock se conocieron en 1974 cuando ella era solo una niña y él un adolescente que ya triunfaba con los Jackson 5, la banda que formó junto a sus hermanos. Lisa Marie fue con su padre a verlos actuar a Las Vegas y después le visitaron en el camerino.
Pasaron muchos años hasta que los dos volvieron a entrar en contacto. Según contó Presley, fue él quien dio el primer paso, enviándole un mensaje a través de su abogado: “Quiere conocerte. Piensa que eres muy bonita”. Pero en aquel momento ella estaba feliz junto a su primer marido, Danny Keough, y rechazó cualquier acercamiento.
Años más tarde, Jackson de nuevo insistió: quería escuchar la grabación que ella había hecho y fue cuando ella accedió a verlo en casa de un amigo. Él redobló el contacto con la hija de Elvis Presley cuando comenzaron a saltar las acusaciones de abuso infantil: “Me llamó y me contó cuál era su versión de los hechos, por lo que parecía una situación de extorsión. Le creí porque era muy convincente”.
Fue en ese momento cuando decidió acercarse más a él para, según ella misma confesó después, “salvarlo” de esos supuestos ataques y protegerlo. “Todas esas cosas que estaba haciendo, la filantropía y los niños y todas estas cosas, eran increíbles, y tal vez podríamos salvar el mundo juntos".
Se divorciaron el 1 de mayo de 1996. No tuvieron hijos. Este fue un matrimonio muy público y mediático. Lisa y Michael continuaron siendo amigos hasta principios de 2000, Lisa lo acompañó a algunas ciudades en el History Tour (1997); en esa época, se rumoreaba que eran amantes lo cual fue confirmado por Lisa Presley en una entrevista con Oprah Winfrey en 2010, donde también declaró que después del divorcio siguieron estando juntos cuatro años más, pensando en volver, que su matrimonio no era ficción y que realmente estaban muy enamorados.
Se casó con Nicolas Cage el 10 de agosto de 2002, en Hawái. Cage aceptó firmar el divorcio después de solo tres meses de matrimonio, alegando diferencias irreconciliables, pero el divorcio no se materializó hasta 2004.
Se casó con el guitarrista Michael Lockwood el 22 de enero de 2006 en Kioto, Japón. Lockwood era su guitarrista y productor musical. El exesposo de Lisa, Danny Keough sirvió como padrino de boda. Tuvieron dos hijas mellizas, Harper y Finley, nacidas el 7 de octubre de 2008. Este fue el matrimonio más largo que Lisa tuvo, y definió a Lockwood como «su alma gemela». Se divorciaron en 2016, argumentando nuevamente «diferencias irreconciliables».

### Cienciología
Lisa Presley y su madre fueron introducidas en la Cienciología por John Travolta. Durante los dos años anteriores a su matrimonio con Michael Jackson, Lisa vivió cerca del Scientology Celebrity Center en Clearwater, Florida. Después de vender su mansión de Clearwater, siguió a la también practicante Kirstie Alley. Su primer esposo es un ávido miembro de dicha iglesia, y han criado a sus hijos con una educación basada en esta religión.
En 2002 testificó junto al empresario Neil Bush (hermano del expresidente George Bush) en contra de la medicación a niños con desórdenes mentales, una práctica que es rechazada totalmente por la Cienciología.
En diciembre de 2005, apareció junto a su madre en la gala de apertura del controvertido museo Psychiatry: An Industry of Death (Psiquiatría: Una Industria de la muerte).
Se separó oficialmente de la iglesia en 2016, aunque había estado experimentando un creciente desacuerdo con la Cienciología desde 2008.

### Caridad
Apoyó a varias organizaciones caritativas, entre ellas:
- Presley Place, la cual combate la falta de vivienda en Memphis.
- CCHR, la cual está conectada con la Cienciología. Esta organización se opone a los psiquiatras y a la psiquiatría.
- LEAP, un programa de literatura, educación y habilidades artísticas. Este programa, también conectado con la Cienciología, promueve las técnicas de estudio de L. Ron Hubbard.

## Muerte
El 12 de enero de 2023, sufrió un ataque cardíaco en su residencia ubicada en Calabasas, California, llegando a considerarse su salud en estado crítico. Los médicos le practicaron reanimación cardiopulmonar de camino al hospital, donde finalmente terminó confirmándose su fallecimiento a sus 54 años, donde por medio de un examen forense el 13 de julio del 2023, se determinó que la causa de su fallecimiento, fue por "secuelas de obstrucción del intestino delgado", ya que se había sometido a una cirugía para bajar de peso.
Fue enterrada en Graceland, la mansión de su padre, junto a su hijo Benjamin, quien se suicidó en 2020. Su funeral se celebró el 22 de enero del 2023 en Mediation Garden, el jardín de la mansión Graceland. Axl Rose interpretó el tema November Rain.

## Discografía

### Álbumes
- 2003 To Whom It May Concern #5 EE. UU. Billboard, #41 R.U (Reino Unido)
- 2005 Now What #9 EE. UU.
- 2012 Storm & Grace

### Sencillos
- 2003 «Lights Out» #16 R.U, #34 Estados Unidos
- 2003 «Sinking In»
- 2005 «Dirty Laundry» #36 Adulto Contemporáneo
- 2005 «Thanx» (Promo solamente)
- 2005 «Idiot»
- 2007 «In The Ghetto» (A dúo con Elvis Presley) #1 EE. UU.
- 2012 «You ain't seen nothing yet»
- 2012 «Over me»
- 2012 «People»